# Heliotropium rechingeri
Heliotropium rechingeri är en strävbladig växtart som beskrevs av Harald Harold Udo von Riedl. Heliotropium rechingeri ingår i Heliotropsläktet som ingår i familjen strävbladiga växter. Inga underarter finns listade i Catalogue of Life.